# Tour de Valonia 2018
La 45.ª edición del Tour de Valonia se celebró entre el 22 y el 26 de julio de 2018 con inicio en la ciudad de Stavelot y final en la ciudad de Thuin en Bélgica. El recorrido consistió de un total de 5 etapas sobre una distancia total de 916,1 km.
La carrera hizo parte del circuito UCI Europe Tour 2018 dentro de la categoría 2.HC y fue ganada por el ciclista belga Tim Wellens del equipo Lotto Soudal. El podio lo completaron los también belgas Quentin Hermans del equipo Telenet Fidea Lions y Pieter Serry del equipo Quick-Step Floors.

## Equipos participantes
Tomaron parte en la carrera 20 equipos: 6 de categoría UCI WorldTeam; 11 de categoría Profesional Continental; y 3 de categoría Continental. Formando así un pelotón de 140 ciclistas de los que acabaron 114. Los equipos participantes fueron:
| WorldTeams (7)- AG2R La Mondiale - BMC Racing Team - Groupama-FDJ - Katusha-Alpecin - Lotto NL-Jumbo - Lotto Soudal - Quick-Step Floors Equipos continentales profesionales (11)- Aqua Blue Sport - Cofidis, Solutions Crédits - Delko-Marseille Provence-KTM - Direct Énergie - Fortuneo-Samsic - Gazprom-RusVelo - Roompot-Nederlandse Loterij - Sport Vlaanderen-Baloise - Vérandas Willems-Crelan - Wanty-Groupe Gobert - WB-Aqua Protect-Veranclassic Equipos continentales (3)- AGO-Aqua Service - Armée de terre - Telenet-Fidea Lions |
| |

## Recorrido
El Tour de Valonia dispuso de cinco etapas para un recorrido total de 916,1 kilómetros.
| Etapa     | Fecha     | Recorrido                | type            | Distancia (km) | Ganador              | Líder           |
| --------- | --------- | ------------------------ | --------------- | -------------- | -------------------- | --------------- |
| 1.ª etapa | 28 de jul | Stavelot – Marchin       | etapa llana     | 192,7          | Romain Cardis        | Romain Cardis   |
| 2.ª etapa | 29 de jul | Chaudfontaine – Seraing  | etapa escarpada | 192,8          | Tim Wellens          | Tim Wellens     |
| 3.ª etapa | 30 de jul | Arlon – Houffalize       | etapa escarpada | 181,4          | Odd Christian Eiking | Tim Wellens     |
| 4.ª etapa | 31 de jul | Bruselas – Profondeville | etapa escarpada | 164,1          | Quinten Hermans      | Quinten Hermans |
| 5.ª etapa | 1 de ago  | Chièvres – Thuin         | etapa escarpada | 185,1          | Jens Debusschere     | Tim Wellens     |

## Desarrollo de la carrera

### 1.ª etapa
| Stavelot - Marchin | etapa llana | (192,7 km) |

| \| Clasificación de la etapa \| Clasificación de la etapa \| Clasificación de la etapa \| Clasificación de la etapa \| Clasificación de la etapa \| \| Ciclista \| Ciclista \| Equipo \| Tiempo \| \| \| ------------------------- \| ------------------------- \| --------------------------- \| ------------------------- \| ------------------------- \| \| 1.º \| Romain Cardis \| Direct Énergie \| 4 h 25 min 57 s \| \| \| 2.º \| Michael Van Staeyen \| Cofidis, Solutions Crédits \| + 0 s \| \| \| 3.º \| Edward Planckaert \| Sport Vlaanderen-Baloise \| + 0 s \| \| \| 4.º \| Viacheslav Kuznetsov \| Katusha-Alpecin \| + 0 s \| \| \| 5.º \| Jonas Van Genechten \| Vital Concept \| + 0 s \| \| \| 6.º \| Corné van Kessel \| Telenet-Fidea Lions \| + 0 s \| \| \| 7.º \| Nick van der Lijke \| Roompot-Nederlandse Loterij \| + 0 s \| \| \| 8.º \| Zico Waeytens \| Verandas Willems-Crelan \| + 0 s \| \| \| 9.º \| Hugo Hofstetter \| Cofidis, Solutions Crédits \| + 0 s \| \| \| 10.º \| Tom Wirtgen \| AGO-Aqua Service \| + 0 s \| \| |                      |                             |                 |
| |                      |                             |                 |
| Fuente: ProCyclingStats |                      |                             |                 |
| Clasificación de la etapa |                      |                             |                 |
| Ciclista | Ciclista             | Equipo                      | Tiempo          |
| 1.º | Romain Cardis        | Direct Énergie              | 4 h 25 min 57 s |
| 2.º | Michael Van Staeyen  | Cofidis, Solutions Crédits  | + 0 s           |
| 3.º | Edward Planckaert    | Sport Vlaanderen-Baloise    | + 0 s           |
| 4.º | Viacheslav Kuznetsov | Katusha-Alpecin             | + 0 s           |
| 5.º | Jonas Van Genechten  | Vital Concept               | + 0 s           |
| 6.º | Corné van Kessel     | Telenet-Fidea Lions         | + 0 s           |
| 7.º | Nick van der Lijke   | Roompot-Nederlandse Loterij | + 0 s           |
| 8.º | Zico Waeytens        | Verandas Willems-Crelan     | + 0 s           |
| 9.º | Hugo Hofstetter      | Cofidis, Solutions Crédits  | + 0 s           |
| 10.º | Tom Wirtgen          | AGO-Aqua Service            | + 0 s           |

| \| Clasificación general \| Clasificación general \| Clasificación general \| Clasificación general \| Clasificación general \| \| Ciclista \| Ciclista \| Equipo \| Tiempo \| \| \| --------------------- \| --------------------- \| ------------------------------ \| --------------------- \| --------------------- \| \| 1.º \| Romain Cardis \| Direct Énergie \| 4 h 25 min 47 s \| \| \| 2.º \| Quinten Hermans \| Telenet-Fidea Lions \| + 3 s \| \| \| 3.º \| Michael Van Staeyen \| Cofidis, Solutions Crédits \| + 4 s \| \| \| 4.º \| Edward Planckaert \| Sport Vlaanderen-Baloise \| + 6 s \| \| \| 5.º \| Steven Tronet \| Armée de terre \| + 8 s \| \| \| 6.º \| Michael Boroš \| Pauwels Sauzen-Vastgoedservice \| + 9 s \| \| \| 7.º \| Viacheslav Kuznetsov \| Katusha-Alpecin \| + 10 s \| \| \| 8.º \| Jonas Van Genechten \| Vital Concept \| + 10 s \| \| \| 9.º \| Corné van Kessel \| Telenet-Fidea Lions \| + 10 s \| \| \| 10.º \| Nick van der Lijke \| Roompot-Nederlandse Loterij \| + 10 s \| \| |                      |                                |                 |
| |                      |                                |                 |
| Fuente: ProCyclingStats |                      |                                |                 |
| Clasificación general |                      |                                |                 |
| Ciclista | Ciclista             | Equipo                         | Tiempo          |
| 1.º | Romain Cardis        | Direct Énergie                 | 4 h 25 min 47 s |
| 2.º | Quinten Hermans      | Telenet-Fidea Lions            | + 3 s           |
| 3.º | Michael Van Staeyen  | Cofidis, Solutions Crédits     | + 4 s           |
| 4.º | Edward Planckaert    | Sport Vlaanderen-Baloise       | + 6 s           |
| 5.º | Steven Tronet        | Armée de terre                 | + 8 s           |
| 6.º | Michael Boroš        | Pauwels Sauzen-Vastgoedservice | + 9 s           |
| 7.º | Viacheslav Kuznetsov | Katusha-Alpecin                | + 10 s          |
| 8.º | Jonas Van Genechten  | Vital Concept                  | + 10 s          |
| 9.º | Corné van Kessel     | Telenet-Fidea Lions            | + 10 s          |
| 10.º | Nick van der Lijke   | Roompot-Nederlandse Loterij    | + 10 s          |

### 2.ª etapa
| Chaudfontaine - Seraing | etapa escarpada | (192,8 km) |

| \| Clasificación de la etapa \| Clasificación de la etapa \| Clasificación de la etapa \| Clasificación de la etapa \| Clasificación de la etapa \| \| Ciclista \| Ciclista \| Equipo \| Tiempo \| \| \| ------------------------- \| ------------------------- \| ------------------------- \| ------------------------- \| ------------------------- \| \| 1.º \| Tim Wellens \| Lotto-Soudal \| 4 h 06 min 56 s \| \| \| 2.º \| Pieter Serry \| Quick-Step Floors \| + 0 s \| \| \| 3.º \| Quentin Pacher \| Vital Concept \| + 0 s \| \| \| 4.º \| Jhonatan Narváez \| Quick-Step Floors \| + 0 s \| \| \| 5.º \| Odd Christian Eiking \| Wanty-Groupe Gobert \| + 0 s \| \| \| 6.º \| Viacheslav Kuznetsov \| Katusha-Alpecin \| + 0 s \| \| \| 7.º \| Frederik Backaert \| Wanty-Groupe Gobert \| + 0 s \| \| \| 8.º \| Fabio Aru \| UAE Team Emirates \| + 0 s \| \| \| 9.º \| Kevin Deltombe \| Sport Vlaanderen-Baloise \| + 0 s \| \| \| 10.º \| Enric Mas \| Quick-Step Floors \| + 0 s \| \| |                      |                          |                 |
| |                      |                          |                 |
| Fuente: ProCyclingStats |                      |                          |                 |
| Clasificación de la etapa |                      |                          |                 |
| Ciclista | Ciclista             | Equipo                   | Tiempo          |
| 1.º | Tim Wellens          | Lotto-Soudal             | 4 h 06 min 56 s |
| 2.º | Pieter Serry         | Quick-Step Floors        | + 0 s           |
| 3.º | Quentin Pacher       | Vital Concept            | + 0 s           |
| 4.º | Jhonatan Narváez     | Quick-Step Floors        | + 0 s           |
| 5.º | Odd Christian Eiking | Wanty-Groupe Gobert      | + 0 s           |
| 6.º | Viacheslav Kuznetsov | Katusha-Alpecin          | + 0 s           |
| 7.º | Frederik Backaert    | Wanty-Groupe Gobert      | + 0 s           |
| 8.º | Fabio Aru            | UAE Team Emirates        | + 0 s           |
| 9.º | Kevin Deltombe       | Sport Vlaanderen-Baloise | + 0 s           |
| 10.º | Enric Mas            | Quick-Step Floors        | + 0 s           |

| \| Clasificación general \| Clasificación general \| Clasificación general \| Clasificación general \| Clasificación general \| \| Ciclista \| Ciclista \| Equipo \| Tiempo \| \| \| --------------------- \| --------------------- \| ------------------------ \| --------------------- \| --------------------- \| \| 1.º \| Tim Wellens \| Lotto-Soudal \| 8 h 32 min 43 s \| \| \| 2.º \| Pieter Serry \| Quick-Step Floors \| + 4 s \| \| \| 3.º \| Quentin Pacher \| Vital Concept \| + 6 s \| \| \| 4.º \| Viacheslav Kuznetsov \| Katusha-Alpecin \| + 10 s \| \| \| 5.º \| Jhonatan Narváez \| Quick-Step Floors \| + 10 s \| \| \| 6.º \| Frederik Backaert \| Wanty-Groupe Gobert \| + 10 s \| \| \| 7.º \| Kevin Deltombe \| Sport Vlaanderen-Baloise \| + 10 s \| \| \| 8.º \| Romain Cardis \| Direct Énergie \| + 10 s \| \| \| 9.º \| Fabio Aru \| UAE Team Emirates \| + 10 s \| \| \| 10.º \| Tiago Machado \| Katusha-Alpecin \| + 10 s \| \| |                      |                          |                 |
| |                      |                          |                 |
| Fuente: ProCyclingStats |                      |                          |                 |
| Clasificación general |                      |                          |                 |
| Ciclista | Ciclista             | Equipo                   | Tiempo          |
| 1.º | Tim Wellens          | Lotto-Soudal             | 8 h 32 min 43 s |
| 2.º | Pieter Serry         | Quick-Step Floors        | + 4 s           |
| 3.º | Quentin Pacher       | Vital Concept            | + 6 s           |
| 4.º | Viacheslav Kuznetsov | Katusha-Alpecin          | + 10 s          |
| 5.º | Jhonatan Narváez     | Quick-Step Floors        | + 10 s          |
| 6.º | Frederik Backaert    | Wanty-Groupe Gobert      | + 10 s          |
| 7.º | Kevin Deltombe       | Sport Vlaanderen-Baloise | + 10 s          |
| 8.º | Romain Cardis        | Direct Énergie           | + 10 s          |
| 9.º | Fabio Aru            | UAE Team Emirates        | + 10 s          |
| 10.º | Tiago Machado        | Katusha-Alpecin          | + 10 s          |

### 3.ª etapa
| Arlon - Houffalize | etapa escarpada | (181,4 km) |

| \| Clasificación de la etapa \| Clasificación de la etapa \| Clasificación de la etapa \| Clasificación de la etapa \| Clasificación de la etapa \| \| Ciclista \| Ciclista \| Equipo \| Tiempo \| \| \| ------------------------- \| ------------------------- \| ------------------------------ \| ------------------------- \| ------------------------- \| \| 1.º \| Odd Christian Eiking \| Wanty-Groupe Gobert \| 3 h 54 min 44 s \| \| \| 2.º \| Quinten Hermans \| Telenet-Fidea Lions \| + 6 s \| \| \| 3.º \| Lorrenzo Manzin \| Vital Concept \| + 6 s \| \| \| 4.º \| Jens Adams \| Pauwels Sauzen-Vastgoedservice \| + 6 s \| \| \| 5.º \| Jhonatan Narváez \| Quick-Step Floors \| + 6 s \| \| \| 6.º \| Pieter Serry \| Quick-Step Floors \| + 6 s \| \| \| 7.º \| Michel Kreder \| Aqua Blue Sport \| + 6 s \| \| \| 8.º \| Tim Wellens \| Lotto-Soudal \| + 6 s \| \| \| 9.º \| Romain Le Roux \| Fortuneo-Samsic \| + 6 s \| \| \| 10.º \| Nick van der Lijke \| Roompot-Nederlandse Loterij \| + 6 s \| \| |                      |                                |                 |
| |                      |                                |                 |
| Fuente: ProCyclingStats |                      |                                |                 |
| Clasificación de la etapa |                      |                                |                 |
| Ciclista | Ciclista             | Equipo                         | Tiempo          |
| 1.º | Odd Christian Eiking | Wanty-Groupe Gobert            | 3 h 54 min 44 s |
| 2.º | Quinten Hermans      | Telenet-Fidea Lions            | + 6 s           |
| 3.º | Lorrenzo Manzin      | Vital Concept                  | + 6 s           |
| 4.º | Jens Adams           | Pauwels Sauzen-Vastgoedservice | + 6 s           |
| 5.º | Jhonatan Narváez     | Quick-Step Floors              | + 6 s           |
| 6.º | Pieter Serry         | Quick-Step Floors              | + 6 s           |
| 7.º | Michel Kreder        | Aqua Blue Sport                | + 6 s           |
| 8.º | Tim Wellens          | Lotto-Soudal                   | + 6 s           |
| 9.º | Romain Le Roux       | Fortuneo-Samsic                | + 6 s           |
| 10.º | Nick van der Lijke   | Roompot-Nederlandse Loterij    | + 6 s           |

| \| Clasificación general \| Clasificación general \| Clasificación general \| Clasificación general \| Clasificación general \| \| Ciclista \| Ciclista \| Equipo \| Tiempo \| \| \| --------------------- \| --------------------- \| --------------------- \| --------------------- \| --------------------- \| \| 1.º \| Tim Wellens \| Lotto-Soudal \| 12 h 27 min 33 s \| \| \| 2.º \| Pieter Serry \| Quick-Step Floors \| + 4 s \| \| \| 3.º \| Quentin Pacher \| Vital Concept \| + 6 s \| \| \| 4.º \| Quinten Hermans \| Telenet-Fidea Lions \| + 7 s \| \| \| 5.º \| Viacheslav Kuznetsov \| Katusha-Alpecin \| + 10 s \| \| \| 6.º \| Jhonatan Narváez \| Quick-Step Floors \| + 10 s \| \| \| 7.º \| Frederik Backaert \| Wanty-Groupe Gobert \| + 10 s \| \| \| 8.º \| Fabio Aru \| UAE Team Emirates \| + 10 s \| \| \| 9.º \| Tiago Machado \| Katusha-Alpecin \| + 10 s \| \| \| 10.º \| James Knox \| Quick-Step Floors \| + 10 s \| \| |                      |                     |                  |
| |                      |                     |                  |
| Fuente: ProCyclingStats |                      |                     |                  |
| Clasificación general |                      |                     |                  |
| Ciclista | Ciclista             | Equipo              | Tiempo           |
| 1.º | Tim Wellens          | Lotto-Soudal        | 12 h 27 min 33 s |
| 2.º | Pieter Serry         | Quick-Step Floors   | + 4 s            |
| 3.º | Quentin Pacher       | Vital Concept       | + 6 s            |
| 4.º | Quinten Hermans      | Telenet-Fidea Lions | + 7 s            |
| 5.º | Viacheslav Kuznetsov | Katusha-Alpecin     | + 10 s           |
| 6.º | Jhonatan Narváez     | Quick-Step Floors   | + 10 s           |
| 7.º | Frederik Backaert    | Wanty-Groupe Gobert | + 10 s           |
| 8.º | Fabio Aru            | UAE Team Emirates   | + 10 s           |
| 9.º | Tiago Machado        | Katusha-Alpecin     | + 10 s           |
| 10.º | James Knox           | Quick-Step Floors   | + 10 s           |

### 4.ª etapa
| Bruselas - Profondeville | etapa escarpada | (164,1 km) |

| \| Clasificación de la etapa \| Clasificación de la etapa \| Clasificación de la etapa \| Clasificación de la etapa \| Clasificación de la etapa \| \| Ciclista \| Ciclista \| Equipo \| Tiempo \| \| \| ------------------------- \| ------------------------- \| --------------------------- \| ------------------------- \| ------------------------- \| \| 1.º \| Quinten Hermans \| Telenet-Fidea Lions \| 3 h 46 min 58 s \| \| \| 2.º \| Lorrenzo Manzin \| Vital Concept \| + 0 s \| \| \| 3.º \| Romain Cardis \| Direct Énergie \| + 0 s \| \| \| 4.º \| Pieter Serry \| Quick-Step Floors \| + 0 s \| \| \| 5.º \| Edward Planckaert \| Sport Vlaanderen-Baloise \| + 0 s \| \| \| 6.º \| Huub Duijn \| Verandas Willems-Crelan \| + 0 s \| \| \| 7.º \| Nick van der Lijke \| Roompot-Nederlandse Loterij \| + 0 s \| \| \| 8.º \| Dorian Godon \| Cofidis, Solutions Crédits \| + 0 s \| \| \| 9.º \| Kevin Deltombe \| Sport Vlaanderen-Baloise \| + 0 s \| \| \| 10.º \| Floris Gerts \| Roompot-Nederlandse Loterij \| + 0 s \| \| |                    |                             |                 |
| |                    |                             |                 |
| Fuente: ProCyclingStats |                    |                             |                 |
| Clasificación de la etapa |                    |                             |                 |
| Ciclista | Ciclista           | Equipo                      | Tiempo          |
| 1.º | Quinten Hermans    | Telenet-Fidea Lions         | 3 h 46 min 58 s |
| 2.º | Lorrenzo Manzin    | Vital Concept               | + 0 s           |
| 3.º | Romain Cardis      | Direct Énergie              | + 0 s           |
| 4.º | Pieter Serry       | Quick-Step Floors           | + 0 s           |
| 5.º | Edward Planckaert  | Sport Vlaanderen-Baloise    | + 0 s           |
| 6.º | Huub Duijn         | Verandas Willems-Crelan     | + 0 s           |
| 7.º | Nick van der Lijke | Roompot-Nederlandse Loterij | + 0 s           |
| 8.º | Dorian Godon       | Cofidis, Solutions Crédits  | + 0 s           |
| 9.º | Kevin Deltombe     | Sport Vlaanderen-Baloise    | + 0 s           |
| 10.º | Floris Gerts       | Roompot-Nederlandse Loterij | + 0 s           |

| \| Clasificación general \| Clasificación general \| Clasificación general \| Clasificación general \| Clasificación general \| \| Ciclista \| Ciclista \| Equipo \| Tiempo \| \| \| --------------------- \| --------------------- \| --------------------- \| --------------------- \| --------------------- \| \| 1.º \| Quinten Hermans \| Telenet-Fidea Lions \| 16 h 14 min 28 s \| \| \| 2.º \| Tim Wellens \| Lotto-Soudal \| + 3 s \| \| \| 3.º \| Pieter Serry \| Quick-Step Floors \| + 7 s \| \| \| 4.º \| Quentin Pacher \| Vital Concept \| + 9 s \| \| \| 5.º \| Jhonatan Narváez \| Quick-Step Floors \| + 13 s \| \| \| 6.º \| Viacheslav Kuznetsov \| Katusha-Alpecin \| + 13 s \| \| \| 7.º \| Lorrenzo Manzin \| Vital Concept \| + 13 s \| \| \| 8.º \| Frederik Backaert \| Wanty-Groupe Gobert \| + 13 s \| \| \| 9.º \| Fabio Aru \| UAE Team Emirates \| + 13 s \| \| \| 10.º \| Tiago Machado \| Katusha-Alpecin \| + 13 s \| \| |                      |                     |                  |
| |                      |                     |                  |
| Fuente: ProCyclingStats |                      |                     |                  |
| Clasificación general |                      |                     |                  |
| Ciclista | Ciclista             | Equipo              | Tiempo           |
| 1.º | Quinten Hermans      | Telenet-Fidea Lions | 16 h 14 min 28 s |
| 2.º | Tim Wellens          | Lotto-Soudal        | + 3 s            |
| 3.º | Pieter Serry         | Quick-Step Floors   | + 7 s            |
| 4.º | Quentin Pacher       | Vital Concept       | + 9 s            |
| 5.º | Jhonatan Narváez     | Quick-Step Floors   | + 13 s           |
| 6.º | Viacheslav Kuznetsov | Katusha-Alpecin     | + 13 s           |
| 7.º | Lorrenzo Manzin      | Vital Concept       | + 13 s           |
| 8.º | Frederik Backaert    | Wanty-Groupe Gobert | + 13 s           |
| 9.º | Fabio Aru            | UAE Team Emirates   | + 13 s           |
| 10.º | Tiago Machado        | Katusha-Alpecin     | + 13 s           |

### 5.ª etapa
| Chièvres - Thuin | etapa escarpada | (185,1 km) |

| \| Clasificación de la etapa \| Clasificación de la etapa \| Clasificación de la etapa \| Clasificación de la etapa \| Clasificación de la etapa \| \| Ciclista \| Ciclista \| Equipo \| Tiempo \| \| \| ------------------------- \| ------------------------- \| ---------------------------- \| ------------------------- \| ------------------------- \| \| 1.º \| Jens Debusschere \| Lotto-Soudal \| 4 h 07 min 58 s \| \| \| 2.º \| Álvaro Hodeg \| Quick-Step Floors \| + 0 s \| \| \| 3.º \| Ryan Gibbons \| Dimension Data \| + 0 s \| \| \| 4.º \| Quinten Hermans \| Telenet-Fidea Lions \| + 0 s \| \| \| 5.º \| Bram Welten \| Fortuneo-Samsic \| + 0 s \| \| \| 6.º \| Edward Planckaert \| Sport Vlaanderen-Baloise \| + 0 s \| \| \| 7.º \| Hugo Hofstetter \| Cofidis, Solutions Crédits \| + 0 s \| \| \| 8.º \| Kenny Dehaes \| WB-Aqua Protect-Veranclassic \| + 0 s \| \| \| 9.º \| Daniel Hoelgaard \| Groupama-FDJ \| + 0 s \| \| \| 10.º \| Romain Cardis \| Direct Énergie \| + 0 s \| \| |                   |                              |                 |
| |                   |                              |                 |
| Fuente: ProCyclingStats |                   |                              |                 |
| Clasificación de la etapa |                   |                              |                 |
| Ciclista | Ciclista          | Equipo                       | Tiempo          |
| 1.º | Jens Debusschere  | Lotto-Soudal                 | 4 h 07 min 58 s |
| 2.º | Álvaro Hodeg      | Quick-Step Floors            | + 0 s           |
| 3.º | Ryan Gibbons      | Dimension Data               | + 0 s           |
| 4.º | Quinten Hermans   | Telenet-Fidea Lions          | + 0 s           |
| 5.º | Bram Welten       | Fortuneo-Samsic              | + 0 s           |
| 6.º | Edward Planckaert | Sport Vlaanderen-Baloise     | + 0 s           |
| 7.º | Hugo Hofstetter   | Cofidis, Solutions Crédits   | + 0 s           |
| 8.º | Kenny Dehaes      | WB-Aqua Protect-Veranclassic | + 0 s           |
| 9.º | Daniel Hoelgaard  | Groupama-FDJ                 | + 0 s           |
| 10.º | Romain Cardis     | Direct Énergie               | + 0 s           |

## Clasificaciones finales
Las clasificaciones finalizaron de la siguiente forma:

### Clasificación general
| \| Clasificación general \| Clasificación general \| Clasificación general \| Clasificación general \| Clasificación general \| \| Ciclista \| Ciclista \| Equipo \| Tiempo \| \| \| --------------------- \| --------------------- \| --------------------- \| --------------------- \| --------------------- \| \| 1.º \| Tim Wellens \| Lotto-Soudal \| 20 h 22 min 26 s \| \| \| 2.º \| Quinten Hermans \| Telenet-Fidea Lions \| + 0 s \| \| \| 3.º \| Pieter Serry \| Quick-Step Floors \| + 7 s \| \| \| 4.º \| Quentin Pacher \| Vital Concept \| + 9 s \| \| \| 5.º \| Jhonatan Narváez \| Quick-Step Floors \| + 11 s \| \| \| 6.º \| James Knox \| Quick-Step Floors \| + 12 s \| \| \| 7.º \| Viacheslav Kuznetsov \| Katusha-Alpecin \| + 13 s \| \| \| 8.º \| Lorrenzo Manzin \| Vital Concept \| + 13 s \| \| \| 9.º \| Frederik Backaert \| Wanty-Groupe Gobert \| + 13 s \| \| \| 10.º \| Fabio Aru \| UAE Team Emirates \| + 13 s \| \| |                      |                     |                  |
| |                      |                     |                  |
| Fuente: ProCyclingStats |                      |                     |                  |
| Clasificación general |                      |                     |                  |
| Ciclista | Ciclista             | Equipo              | Tiempo           |
| 1.º | Tim Wellens          | Lotto-Soudal        | 20 h 22 min 26 s |
| 2.º | Quinten Hermans      | Telenet-Fidea Lions | + 0 s            |
| 3.º | Pieter Serry         | Quick-Step Floors   | + 7 s            |
| 4.º | Quentin Pacher       | Vital Concept       | + 9 s            |
| 5.º | Jhonatan Narváez     | Quick-Step Floors   | + 11 s           |
| 6.º | James Knox           | Quick-Step Floors   | + 12 s           |
| 7.º | Viacheslav Kuznetsov | Katusha-Alpecin     | + 13 s           |
| 8.º | Lorrenzo Manzin      | Vital Concept       | + 13 s           |
| 9.º | Frederik Backaert    | Wanty-Groupe Gobert | + 13 s           |
| 10.º | Fabio Aru            | UAE Team Emirates   | + 13 s           |

### Clasificación por puntos
| Clasificación por puntos | Clasificación por puntos | Clasificación por puntos   | Clasificación por puntos | Clasificación por puntos |
| Ciclista                 | Ciclista                 | Equipo                     | Puntos                   |                          |
| ------------------------ | ------------------------ | -------------------------- | ------------------------ | ------------------------ |
| 1.º                      | Quinten Hermans          | Telenet-Fidea Lions        | 55 pts                   |                          |
| 2.º                      | Romain Cardis            | Direct Énergie             | 41 pts                   |                          |
| 3.º                      | Pieter Serry             | Quick-Step Floors          | 36 pts                   |                          |
| 4.º                      | Lorrenzo Manzin          | Vital Concept              | 35 pts                   |                          |
| 5.º                      | Odd Christian Eiking     | Wanty-Groupe Gobert        | 33 pts                   |                          |
| 6.º                      | Edward Planckaert        | Sport Vlaanderen-Baloise   | 29 pts                   |                          |
| 7.º                      | Tim Wellens              | Lotto-Soudal               | 28 pts                   |                          |
| 8.º                      | Jens Debusschere         | Lotto-Soudal               | 25 pts                   |                          |
| 9.º                      | Michael Van Staeyen      | Cofidis, Solutions Crédits | 20 pts                   |                          |
| 10.º                     | Álvaro Hodeg             | Quick-Step Floors          | 20 pts                   |                          |

### Clasificación de la montaña
| Clasificación de la montaña | Clasificación de la montaña | Clasificación de la montaña  | Clasificación de la montaña | Clasificación de la montaña |
| Ciclista                    | Ciclista                    | Equipo                       | Puntos                      |                             |
| --------------------------- | --------------------------- | ---------------------------- | --------------------------- | --------------------------- |
| 1.º                         | Nicolas Cleppe              | Telenet-Fidea Lions          | 46 pts                      |                             |
| 2.º                         | Tim Wellens                 | Lotto-Soudal                 | 40 pts                      |                             |
| 3.º                         | Alex Kirsch                 | WB-Aqua Protect-Veranclassic | 34 pts                      |                             |
| 4.º                         | Kasper Asgreen              | Quick-Step Floors            | 34 pts                      |                             |
| 5.º                         | Thomas Sprengers            | Sport Vlaanderen-Baloise     | 24 pts                      |                             |
| 6.º                         | Etienne van Empel           | Roompot-Nederlandse Loterij  | 22 pts                      |                             |
| 7.º                         | Lars van der Haar           | Telenet-Fidea Lions          | 20 pts                      |                             |
| 8.º                         | Jhonatan Narváez            | Quick-Step Floors            | 20 pts                      |                             |
| 9.º                         | Quinten Hermans             | Telenet-Fidea Lions          | 18 pts                      |                             |
| 10.º                        | James Knox                  | Quick-Step Floors            | 18 pts                      |                             |

### Clasificación de las metas volantes
| Clasificación de las metas volantes | Clasificación de las metas volantes | Clasificación de las metas volantes | Clasificación de las metas volantes | Clasificación de las metas volantes |
| Ciclista                            | Ciclista                            | Equipo                              | Puntos                              |                                     |
| ----------------------------------- | ----------------------------------- | ----------------------------------- | ----------------------------------- | ----------------------------------- |
| 1.º                                 | Edward Planckaert                   | Sport Vlaanderen-Baloise            | 25 pts                              |                                     |
| 2.º                                 | Kasper Asgreen                      | Quick-Step Floors                   | 15 pts                              |                                     |
| 3.º                                 | Lionel Taminiaux                    | AGO-Aqua Service                    | 15 pts                              |                                     |
| 4.º                                 | Alex Kirsch                         | WB-Aqua Protect-Veranclassic        | 14 pts                              |                                     |
| 5.º                                 | Quinten Hermans                     | Telenet-Fidea Lions                 | 11 pts                              |                                     |
| 6.º                                 | Nicolas Cleppe                      | Telenet-Fidea Lions                 | 9 pts                               |                                     |
| 7.º                                 | Jhonatan Restrepo                   | Katusha-Alpecin                     | 6 pts                               |                                     |
| 8.º                                 | Tim Wellens                         | Lotto-Soudal                        | 5 pts                               |                                     |
| 9.º                                 | Huub Duijn                          | Verandas Willems-Crelan             | 5 pts                               |                                     |
| 10.º                                | Jhonatan Narváez                    | Quick-Step Floors                   | 3 pts                               |                                     |

### Clasificación de los jóvenes
| Clasificación del mejor joven | Clasificación del mejor joven | Clasificación del mejor joven | Clasificación del mejor joven | Clasificación del mejor joven |
| Ciclista                      | Ciclista                      | Equipo                        | Tiempo                        |                               |
| ----------------------------- | ----------------------------- | ----------------------------- | ----------------------------- | ----------------------------- |
| 1.º                           | Quinten Hermans               | Telenet-Fidea Lions           | 20 h 22 min 26 s              |                               |
| 2.º                           | Jhonatan Narváez              | Quick-Step Floors             | + 11 s                        |                               |
| 3.º                           | James Knox                    | Quick-Step Floors             | + 12 s                        |                               |
| 4.º                           | Valentin Madouas              | Groupama-FDJ                  | + 23 s                        |                               |
| 5.º                           | Patrick Müller                | Vital Concept                 | + 23 s                        |                               |
| 6.º                           | Edward Planckaert             | Sport Vlaanderen-Baloise      | + 53 s                        |                               |
| 7.º                           | Tom Wirtgen                   | AGO-Aqua Service              | + 1 min 36 s                  |                               |
| 8.º                           | Edward Dunbar                 | Aqua Blue Sport               | + 4 min 09 s                  |                               |
| 9.º                           | Aleksandr Ryabushenko         | UAE Team Emirates             | + 6 min 21 s                  |                               |
| 10.º                          | Martijn Budding               | Roompot-Nederlandse Loterij   | + 7 min 52 s                  |                               |

### Clasificación por equipos
| Clasificación por equipos | Clasificación por equipos   | Clasificación por equipos | Clasificación por equipos |
| Equipo                    | Equipo                      | Tiempo                    |                           |
| ------------------------- | --------------------------- | ------------------------- | ------------------------- |
| 1.º                       | Quick-Step Floors           | 61 h 07 min 57 s          |                           |
| 2.º                       | Katusha-Alpecin             | + 10 s                    |                           |
| 3.º                       | Vital Concept               | + 20 s                    |                           |
| 4.º                       | Roompot-Nederlandse Loterij | + 30 s                    |                           |
| 5.º                       | Wanty-Groupe Gobert         | + 53 s                    |                           |
| 6.º                       | Sport Vlaanderen-Baloise    | + 1 min 58 s              |                           |
| 7.º                       | Vérandas Willems-Crelan     | + 2 min 21 s              |                           |
| 8.º                       | Dimension Data              | + 3 min 17 s              |                           |
| 9.º                       | UAE Team Emirates           | + 4 min 06 s              |                           |
| 10.º                      | Aqua Blue Sport             | + 5 min 05 s              |                           |

## Evolución de las clasificaciones
| Etapa                   | Vencedor                | Clasificación general | Clasificación por puntos | Clasificación de la montaña | Clasificación de las metas volantes | Clasificación de los jóvenes | Clasificación por equipos  |
| ----------------------- | ----------------------- | --------------------- | ------------------------ | --------------------------- | ----------------------------------- | ---------------------------- | -------------------------- |
| 1.ª                     | Romain Cardis           | Romain Cardis         | Romain Cardis            | Quinten Hermans             | Lionel Taminiaux                    | Quinten Hermans              | Cofidis, Solutions Crédits |
| 2.ª                     | Tim Wellens             | Tim Wellens           | Tim Wellens              | Nicolas Cleppe              | Kasper Asgreen                      | Jhonatan Narváez             | Quick-Step Floors          |
| 3.ª                     | Odd Christian Eiking    | Tim Wellens           | Odd Christian Eiking     | Nicolas Cleppe              | Edward Planckaert                   | Odd Christian Eiking         | Quick-Step Floors          |
| 4.ª                     | Quinten Hermans         | Quinten Hermans       | Quinten Hermans          | Nicolas Cleppe              | Edward Planckaert                   | Quinten Hermans              | Quick-Step Floors          |
| 5.ª                     | Jens Debusschere        | Tim Wellens           | Quinten Hermans          | Nicolas Cleppe              | Edward Planckaert                   | Quinten Hermans              | Quick-Step Floors          |
| Clasificaciones finales | Clasificaciones finales | Tim Wellens           | Quinten Hermans          | Nicolas Cleppe              | Edward Planckaert                   | Quinten Hermans              | Quick-Step Floors          |

## UCI World Ranking
El Tour de Valonia otorga puntos para el UCI Europe Tour 2018 y el UCI World Ranking, este último para corredores de los equipos en las categorías UCI WorldTeam, Profesional Continental y Equipos Continentales. Las siguientes tablas muestran el baremo de puntuación y los 10 corredores que obtuvieron más puntos:
| Posición              | 1.º | 2.º | 3.º | 4.º | 5.º | 6.º | 7.º | 8.º | 9.º | 10.º | 11.º | 12.º | 13.º | 14.º | 15.º | 16.º-30.º | 31.º-40.º |
| Clasificación general | 200 | 150 | 125 | 100 | 85  | 70  | 60  | 50  | 40  | 35   | 30   | 25   | 20   | 15   | 10   | 5         | 3         |
| Por etapa             | 20  | 10  | 5   |     |     |     |     |     |     |      |      |      |      |      |      |           |           |
| Líder                 | 5   |     |     |     |     |     |     |     |     |      |      |      |      |      |      |           |           |

| Clasificación | Clasificación        | Clasificación       | Clasificación | Clasificación | Clasificación | Clasificación |
| Posición      | Ciclista             | Equipo              | General       | Etapa         | Líder         | Total         |
| ------------- | -------------------- | ------------------- | ------------- | ------------- | ------------- | ------------- |
| 1.º           | Tim Wellens          | Lotto Soudal        | 200           | 20            | 10            | 230           |
| 2.º           | Quentin Hermans      | Telenet Fidea Lions | 150           | 30            | 5             | 185           |
| 3.º           | Pieter Serry         | Quick-Step Floors   | 125           | 10            | -             | 135           |
| 4.º           | Quentin Pacher       | Vital Concept       | 100           | 5             | -             | 105           |
| 5.º           | Jhonatan Narváez     | Quick-Step Floors   | 85            | -             | -             | 85            |
| 6.º           | James Knox           | Quick-Step Floors   | 70            | -             | -             | 70            |
| 7.º           | Lorrenzo Manzin      | Vital Concept       | 50            | 15            | -             | 65            |
| 8.º           | Viacheslav Kuznetsov | Katusha-Alpecin     | 60            | -             | -             | 60            |
| 9.º           | Frederik Backaert    | Wanty-Groupe Gobert | 40            | -             | -             | 40            |
| 10.º          | Fabio Aru            | UAE Emirates        | 35            | -             | -             | 35            |